# NGC 1033
NGC 1033 ist eine Spiralgalaxie vom Hubble-Typ Sc im Sternbild Walfisch südlich des Himmelsäquators. Sie ist schätzungsweise 325 Millionen Lichtjahre von der Milchstraße entfernt und hat einen Durchmesser von etwa 135.000 Lj. 

Im selben Himmelsareal befinden sich u. a. die Galaxien NGC 1042, NGC 1047, NGC 1048, NGC 1052.
Das Objekt wurde im Jahr 1886 von Francis Preserved Leavenworth  entdeckt.